# Mama (canción de Jonas Blue)
«Mama» es una canción del DJ y productor británico Jonas Blue, con el cantante australiano William Singe. Fue lanzado el 5 de mayo de 2017 a través del sello discográfico de Jonas Blue Music.

## Fondo
Hablando de la canción, Jonas dijo "Mama es una canción sobre ese período de tu vida cuando eres joven y despreocupado, sin estrés, cuentas y problemas, y todo lo que te importa es pasar un buen rato con tus amigos todos los días y ¡noche!"

## Formatos y lista de canciones
| Descarga digital - Mundial |                            |          |  |
| N.º                        | Título                     | Duración |  |
| 1.                         | «Mama» (con William Singe) | 3:04     |  |

| Descarga digital - (Extended Mix) |                                           |          |  |
| N.º                               | Título                                    | Duración |  |
| 1.                                | «Mama» (con William Singe)                | 3:04     |  |
| 2.                                | «Mama» (con William Singe) (Extended Mix) | 4:28     |  |

| Descarga digital – Remixes EP |                                                  |          |  |
| N.º                           | Título                                           | Duración |  |
| 1.                            | «Mama» (con William Singe) (Club Mix)            | 4:29     |  |
| 2.                            | «Mama» (con William Singe) (Syn Cole Remix)      | 2:59     |  |
| 3.                            | «Mama» (con William Singe) (Dzeko Remix)         | 2:57     |  |
| 4.                            | «Mama» (con William Singe) (Perplexus Remix)     | 3:24     |  |
| 5.                            | «Mama» (con William Singe) (Pola & Bryson Remix) | 3:48     |  |

## Listas

### Semanales
| Alemania        | Media Control Charts           | 5  |
| Australia       | ARIA Top 50 Singles            | 7  |
| Austria         | Ö3 Austria Top 75              | 5  |
| Bélgica         | Ultratop (Flandes)             | 2  |
| Bélgica         | Ultratop (Wallonia)            | 7  |
| Canadá          | Canadian Hot 100               | 45 |
| Colombia        | National-Report                | 86 |
| Dinamarca       | Tracklisten                    | 5  |
| Escocia         | Official Charts Company        | 3  |
| Eslovaquia      | Rádio Top 100                  | 5  |
| Eslovaquia      | Singles Digitál Top 100        | 5  |
| Eslovenia       | SloTop50                       | 47 |
| España          | PROMUSICAE                     | 26 |
| Estados Unidos  | Bubbling Under Hot 100 Singles | 1  |
| Estados Unidos  | Hot Dance Club Songs           | 9  |
| Estados Unidos  | Hot Dance/Electronic Songs     | 10 |
| Estados Unidos  | Mainstream Top 40              | 32 |
| Filipinas       | Philippine Hot 100             | 13 |
| Finlandia       | Suomen virallinen lista        | 14 |
| Francia         | SNEP                           | 16 |
| Hungría         | Hungary Dance Top 40           | 30 |
| Hungría         | Hungary Rádiós Top 40          | 6  |
| Hungría         | Hungary Single Top 40          | 28 |
| Hungría         | Hungary Stream Top 40          | 5  |
| Irlanda         | Irish Singles Charts           | 4  |
| Italia          | FIMI                           | 34 |
| Letonia         | Latvijas Top 40                | 12 |
| Líbano          | Libaneses Top 20               | 13 |
| Malasia         | RIM                            | 8  |
| Noruega         | VG-lista                       | 9  |
| Nueva Zelanda   | Recorded Music NZ              | 8  |
| Países Bajos    | Dutch Top 40                   | 1  |
| Países Bajos    | Mega Top 50                    | 2  |
| Países Bajos    | Singles Top 100                | 5  |
| Polonia         | Polish Airplay Top 100         | 9  |
| Portugal        | Portugesse Singles Charts      | 8  |
| Reino Unido     | UK Singles Chart               | 4  |
| República Checa | Rádio Top 100                  | 11 |
| República Checa | Singles Digital Top 100        | 4  |
| Rusia           | Tophit                         | 8  |
| Suecia          | Sweden Singles Chart           | 6  |
| Suiza           | Swiss Hitparade                | 6  |

## Certificaciones
| País          | Organismo certificador | Certificación | Ventas certificadas | Ref. |
| ------------- | ---------------------- | ------------- | ------------------- | ---- |
| Alemania      | BVMI                   | Oro           | 200 000             |      |
| Australia     | ARIA                   | 2× Platino    | 140 000             |      |
| Canadá        | Music Canada           | Platino       | 10 000              |      |
| Dinamarca     | IFPI (Denmark)         | Oro           | 30 000              |      |
| Italia        | FIMI                   | Platino       | 50 000              |      |
| Nueva Zelanda | RMNZ                   | Platino       | 30 000              |      |
| Reino Unido   | BPI                    | Platino       | 600 000             |      |

## Historial de lanzamientos
| País           | Fecha               | Formato                       | Discográfica     | Ref.  |
| -------------- | ------------------- | ----------------------------- | ---------------- | ----- |
| Varios         | 5 de mayo de 2017   | Descarga digital              | Jonas Blue Music | [ 3 ] |
| Estados Unidos | 11 de julio de 2017 | Contemporary hit radio        | Capitol          | [ 5 ] |
| Varios         | 21 de julio de 2017 | Descarga digital (Remixes EP) | Jonas Blue Music | [ 4 ] |